# Pietro Allatta
Pietro Allatta (1948 ?) is een Belgisch voetbalmakelaar van Siciliaanse afkomst met een Togolese makelaarslicentie. Hij wordt ervan beschuldigd een centrale figuur te zijn in het omkoop- en gokschandaal in het Belgisch voetbal.
Allatta maakte in de jaren '80 deel uit van de entourage van Carmelo Bongiorno, die veroordeeld werd wegens het organiseren van de moord op journalist Stéphane Steinier. In 2000 werd Allatta tot vier jaar gevangenisstraf veroordeeld in een groot koppelbazenproces. Hij had zich schuldig gemaakt aan belastingfraude.
Later werd Allatta actief in de voetbalwereld. Zo was hij onder meer de manager van Anderlecht-doelman Silvio Proto. Hij wordt ervan verdacht samen met de Chinese zakenman Zheyun Ye spelers en trainers te hebben omgekocht, waarschijnlijk in opdracht van de Chinese gokmaffia.
Nadat het schandaal in België losbarstte, vertrokken hij en Ye naar Finland, waar hij werkte voor AC Allianssi. Hij was vervolgens verbonden aan de toenmalige Griekse tweededivisionist Ethnikos Asteras. Tegen hem werd een internationaal aanhoudingsbevel uitgevaardigd. Op 20 maart 2006 meldde hij zich in Brussel bij de politie. In het proces over de Zaak-Ye werd hij in 2014 veroordeeld tot 30 maanden gevangenisstraf. In hoger beroep werd de straf fors verhoogd: in december 2015 werd hij tot 8 jaar cel veroordeeld.